# Bourreria velutina
Bourreria velutina là một loài thực vật thuộc họ Boraginaceae. Đây là loài đặc hữu của Jamaica.